# Athanase Joja
Athanase Joja (n. 3/16 iunie 1904, București, România – d. 8 noiembrie 1972, București, România) a fost un filosof și logician român, membru titular (1955) al Academiei Române. Athanase Joja a fost deputat în Marea Adunare Națională. 

## Biografie
În anul 1935 a devenit membru al Partidului Comunist din România. În mai 1961 a fost decorat cu medalia "A 40-a aniversare de la înființarea Partidului Comunist din România".
A fost profesor de logică la Universitatea din București, îndeplinind o serie de funcții pe linie de stat și de partid: în 1947 a fost secretarul general al Comisiei române de legătură cu Comisia Aliată de Control, secretar general și apoi director în Ministerul Afacerilor Externe (1948-1955), reprezentant permanent la ONU (1955-1957), ministru al Învățământului și Culturii (1957-1960), iar din 25 ianuarie 1958 și vicepreședinte al Consiliului de Miniștri. Între anii 1955 și 1969 a fost membru al CC al PCR, iar din 1961 membru al Consiliului de Stat (până în 1972). 
La 2 iulie 1955 a fost ales membru titular al Academiei Române, fiind apoi președinte (1959-1963) și vicepreședinte al acesteia (1966-1972).

## Scrieri
- Studii de logică, vol. I, București, Editura Academiei R. P. Române, 1960.
- Loghicesskie issledovaniia, Moskva, Izd-vo “Progress”, 1964.
- Teorie și metodă în științele sociale, vol. I, București, Editura Politică, 1965.
- A logica dialéctica. A dialéctica materialista e a eiéneia contemporánea, Saō Paolo, Editura Fulgor Limitada, 1965.
- Studii de logică, vol. II, București, Editura Academiei, 1966.
- La lógica dialéctica y las ciencias, Buenos Aires, Juarez, 1969.
- Logos și ethos, București, Editura Politică, 1967.
- Logos Architékton, Cluj, Editura Dacia, 1971.
- Studii de logică, vol. III, București, Editura Academiei, 1971.
- Recherches logiques I, București, Editura Academiei, 1971.
- Doctrina universalului la Aristotel, București, Centrul de informare și documentare în ștințele sociale și politice, 1971.
- Studii de logică, vol. IV, București, Ed. Academiei, 1976.
- Recherches logiques II, București, Editura Academiei, 1977.
- Filosofie și cultură, București, Editura Minerva, 1978.
- Istoria gândirii antice, vol. I: De la presocratici la Aristotel, București, Ed. Științifică și Enciclopedică, 1980, îngrijită de C. Noica și Al. Surdu.
- Istoria gândirii antice, vol. II: Comentarii aristotelice, București, Ed. Științifică și Enciclopedică, 1982, îngrijită de C. Noica și Al. Surdu.
- Cunoaștere și acțiune, București, Editura Politică, 1982.

## Distincții
- Ordinul Muncii clasa I (30 decembrie 1957) „cu ocazia celei de a zecea aniversări a proclamării Republicii Populare Romîne și pentru merite deosebite în îndeplinirea sarcinilor date de Partidul Muncitoresc Romîn, pentru merite deosebite pe tărîmul construcției de stat, economice, sociale, culturale și obștești”[3]
- Ordinul „Steaua Republicii Populare Romîne” clasa a II-a (2 iunie 1959) „cu prilejul împlinirii a 55 ani de la naștere și pentru activitate rodnică în mișcarea muncitorească și în munca didactică și științifică”[4]
- Ordinul „23 August” clasa a II-a (12 august 1959) „pentru îndelungată activitate în mișcarea muncitorească, pentru contribuția activă la răsturnarea dictaturii militaro-fasciste și instaurarea regimului democrat-popular, pentru merite deosebite în opera de construire a socialismului”[5]
- Medalia „40 de ani de la înființarea Partidului Comunist din Romînia” (6 mai 1961) „pentru activitate îndelungată în mișcarea muncitorească și merite în opera de construire a socialismului”[6]
- titlul de „Profesor Emerit al Republicii Populare Romîne” (13 octombrie 1964) „cu prilejul aniversarii a 100 de ani de la înființarea Universității din București, pentru activitate îndelungată, contribuție în dezvoltarea științei și merite deosebite în dezvoltarea învățămîntului superior”[7]
- Ordinul „Tudor Vladimirescu” clasa I (30 aprilie 1966) „cu prilejul celei de-a 45-a aniversări de la înființarea Partidului Comunist din România, pentru îndelungată activitate în mișcarea muncitorească și merite deosebite în opera de construire a socialismului”[8]
- Ordinul „Meritul Științific” clasa I (26 septembrie 1966) „pentru merite deosebite în activitatea științifică, cu prilejul Centenarului Academiei Republicii Socialiste România”[9]
- titlul de Erou al Muncii Socialiste și medalia de aur „Secera și ciocanul” (4 mai 1971) „cu prilejul aniversării a 50 de ani de la constituirea Partidului Comunist Român, [...] pentru activitate îndelungată în mișcarea muncitorească și merite deosebite în opera de construire a socialismului în patria noastră”[10]